# Шевролијер
Шевролијер (фр. Chevrolière) насеље је и општина у западној Француској у региону Лоара, у департману Атлантска Лоара која припада префектури Нант.
По подацима из 2011. године у општини је живело 5088 становника, а густина насељености је износила 156,27 становника/km². Општина се простире на површини од 32,56 km². Налази се на средњој надморској висини од 222 метара (максималној 22 m, а минималној 0 m).

## Демографија
| 1962. | 1968. | 1975. | 1982. | 1990. | 1999. | 2011. |
| ----- | ----- | ----- | ----- | ----- | ----- | ----- |
| 2.004 | 2.139 | 2.444 | 3.368 | 4.272 | 4.851 | 5.088 |

График промене броја становника у току последњих година